# VWS 4000
Die Containerschiffe vom Typ VWS 4000 sind eine Serie von sieben baugleichen Schwesterschiffen, die von A. P. Møller-Mærsk in Kopenhagen in Auftrag gegeben und auf der Volkswerft Stralsund gebaut wurden.

## Geschichte
Bei Auftragserteilung gehörte die Werft zum Mærsk-Konzern, bevor sie 2007 an die Hegemann-Gruppe verkauft wurde. Bereedert wurden die 2006 und 2007 gebauten Schiffe, die unter der Flagge des Vereinigten Königreichs in Fahrt kamen, zunächst durch The Maersk Company Limited in London. Inzwischen fahren die Schiffe der Serie unter der Flagge Dänemarks und werden von Møller-Mærsk bereedert.
Die 2006 gebaute Maersk Boston ist das erste der sieben Schiffe und damit das Typschiff der Serie. Als letztes Schiff der Klasse wurde 2007 die Maersk Beaumont abgeliefert.
Alle sieben Schiffe der VWS-4000-Serie waren ursprünglich nach US-amerikanischen Orten benannt.

## Technik
Die Schiffe verfügen mit 294,10 m Länge und 32,18 m Breite über Panamaxabmessungen. Sie sind die größten auf der Volkswerft Stralsund gebauten Schiffe. Mit der Zwölfzylinder-Hauptmaschine von Wärtsilä-Sulzer (Typ: 12RT-FLEX 96C), die über 68.640 kW Leistung verfügt, erreichen die Schiffe eine Geschwindigkeit von 29,2 kn und waren damit beim Bau die schnellsten Containerschiffe der Welt.
Die Schiffe verfügen über ein Bug- und ein Heckstrahlruder. Weiterhin verfügen sie über ausfahrbare Stabilisatoren, die Rollbewegungen dämpfen und so das Überbordgehen von Containern verhindern sollen.
Die Brücke ist im Mittschiffsbereich angeordnet, wodurch der Sichtstrahl nach vorne gegenüber einer achtern angeordneten Brücke verbessert ist und an Deck im Vorschiffsbereich mehr Container gestaut werden können. Der Maschinenraum ist ebenfalls mittschiffs angeordnet, wodurch im Achterschiffsbereich mehr Platz für Container unter Deck gewonnen wurde. Die Kraft der Maschine wird über eine rund 100 m lange Welle auf den Propeller, der von Mecklenburger Metallguss in Waren (Müritz) hergestellt wurde, übertragen. Für die Stromversorgung wurden vier Generatoren mit jeweils 2765 kW Leistung verbaut.
Ein Teil der Schiffe wurde 2012 in China mit geänderten Bugwülsten ausgerüstet, deren Form für den Betrieb stärker variierenden Tiefgängen ausgelegt ist. Die umgebauten Einheiten dienen seit dem Umbau in der Feederflotte des Maersk-Tochterunternehmens Seago Line.

## Übersicht über die Schiffe
| Bauname            | Bau- nummer | IMO- Nummer | Spätere Namen und Verbleib                                                                                |
| ------------------ | ----------- | ----------- | --- |
| Maersk Boston      | 459         | 9313905     | 2010 Boston, 2012 Maersk Boston, 2012 Seago Antwerp, 2021 Maersk Boston                                   |
| Maersk Baltimore   | 460         | 9313917     | 2010 Baltimore, 2012 Seago Felixstowe, 2021 Maersk Baltimore                                              |
| Maersk Bentonville | 461         | 9313929     | 2010 Bentonville, 2013 Maersk Bentonville, 2024 MSC Rita V                                                |
| Maersk Brooklyn    | 462         | 9313931     | 2010 Brooklyn, 2012 Maersk Brooklyn, 2024 MSC Iniya V                                                     |
| Maersk Buffalo     | 463         | 9313943     | 2011 Buffalo, 2012 Maersk Buffalo, 2012 Seago Istanbul, 2022 MSC Leandra, 2023 MSC Leandra V              |
| Maersk Brownsville | 464         | 9313955     | 2011 Brownsville, 2012 Maersk Brownsville, 2013 Seago Piraeus, 2022 Maersk Brownsville                    |
| Maersk Beaumont    | 465         | 9313967     | 2010 Beaumont, 2012 Maersk Beaumont, 2012 Seago Bremerhaven, 2022 MSC Bremerhaven, 2023 MSC Bremerhaven V |

### Die Schiffe im Einzelnen
- Die Maersk Boston wurde 2005/2006 gebaut. Die Kiellegung erfolgte am 20. August 2005. Das Schiff wurde am 24. März 2006 getauft. Taufpatin war Lady West, die Ehefrau von Admiral Sir Alan West, der bis zum 7. Februar des Jahres First Sea Lord and Chief of Royal Navy war.[2] Das Schiff wurde am 7. Mai 2006 abgeliefert.
- Die Maersk Baltimore wurde ebenfalls 2005/2006 gebaut. Die Kiellegung erfolgte am 5. Dezember 2005. Die Taufe fand am 21. Juli 2006 statt. Taufpatin war Jacqueline Harris, Ehefrau von John Eric Harris, der Chairman der britischen Alba plc.[3] Die Fertigstellung des Schiffes erfolgte am 11. August 2006.
- Die Maersk Bentonville wurde als drittes Schiff aus der VWS 4000-Serie 2006 gebaut. Die Kiellegung fand am 24. März,[4] die Taufe am 27. Oktober 2006 statt. Taufpatin war Janne Eriksen, die Ehefrau von Rolf Eriksen, Chief Executive Officer von H&M Schweden.[5] Die Fertigstellung des Schiffes erfolgte am 10. Dezember 2006.
- Die Maersk Brooklyn wurde 2006/2007 gebaut. Die Kiellegung erfolgte am 11. Juli 2006. Sie war das erste Schiff aus der Serie, das 2007, am 23. Februar, getauft wurde. Taufpatin war Sue Timken, die Ehefrau des US-Botschafters in Deutschland, William R. Timken jr.[6] Die Fertigstellung des Schiffes erfolgte am 9. März 2007.
- Die Maersk Buffalo wurde am 27. Oktober 2006 auf Kiel gelegt.[7] Die Taufe des Schiffes fand am 2. Juni 2007 statt. Taufpatin war Alessandra Bucci, die Tochter von Roberto Bucci, dem Eigentümer des italienischen Schifffahrts- und Speditionsunternehmens Roberto Bucci S.p.A mit Büros in Italien und in London.[8] Die Fertigstellung des Schiffes erfolgte am 22. Juni 2007.
- Die Maersk Brownsville wurde am 5. Februar 2007 auf Kiel gelegt. Das Schiff wurde 3. September des Jahres durch Lady Jones, die Ehefrau von Digby, Lord Jones of Birmingham, Minister of State for Trade and Investment, getauft.[9] Die Ablieferung erfolgte am 18. September 2007.
- Die Maersk Beaumont wurde am 14. Mai 2007 auf Kiel gelegt. Getauft wurde sie im November 2007 durch Lady Band, die Ehefrau von Admiral Sir Jonathon Band KCB ADC, First Sea Lord and Chief of the Naval Staff.[10] Die Fertigstellung des Schiffes erfolgte am 21. Dezember 2007.